# Campionat del Món de motocròs 1998
La temporada de 1998 del Campionat del Món de motocròs fou la 42a edició d'aquest campionat, organitzat per la FIM. El calendari oficial constava de 12 Grans Premis, celebrats entre el 5 d'abril i el 30 d'agost.

## Sistema de puntuació
Barem de puntuació del 1984 al 2000:
| Posició | 1  | 2  | 3  | 4  | 5  | 6  | 7 | 8 | 9 | 10 | 11 | 12 | 13 | 14 | 15 |
| Punts   | 20 | 17 | 15 | 13 | 11 | 10 | 9 | 8 | 7 | 6  | 5  | 4  | 3  | 2  | 1  |

## 500 cc

### Grans Premis
| Ronda | Data         | Gran Premi                       | Lloc          | 1a mànega        | 2a mànega        | Guanyador        |
| ----- | ------------ | -------------------------------- | ------------- | ---------------- | ---------------- | ---------------- |
| 1     | 5 d'abril    | Gran Premi d'Itàlia              | Màntua        | Andrea Bartolini | Joël Smets       | Andrea Bartolini |
| 2     | 19 d'abril   | Gran Premi de Suïssa             | Payerne       | Darryl King      | Joël Smets       | Darryl King      |
| 3     | 26 d'abril   | Gran Premi d'Àustria             | Schwanenstadt | Darryl King      | Bernd Eckenbach  | Bernd Eckenbach  |
| 4     | 10 de maig   | Gran Premi de Suècia             | Västerås      | Andrea Bartolini | Joël Smets       | Joël Smets       |
| 5     | 17 de maig   | Gran Premi de Finlàndia          | Ruskeasanta   | Joël Smets       | Joël Smets       | Joël Smets       |
| 6     | 7 de juny    | Gran Premi d'Espanya             | Osuna         | Andrea Bartolini | Joël Smets       | Andrea Bartolini |
| 7     | 21 de juny   | Gran Premi de la República Txeca | Loket         | Joël Smets       | Joël Smets       | Joël Smets       |
| 8     | 28 de juny   | Gran Premi d'Eslovàquia          | Sverepec      | Andrea Bartolini | Andrea Bartolini | Andrea Bartolini |
| 9     | 19 de juliol | Gran Premi de França             | Ernée         | Joël Smets       | Joël Smets       | Joël Smets       |
| 10    | 2 d'agost    | Gran Premi de Bèlgica            | Namur         | Stefan Everts    | Stefan Everts    | Stefan Everts    |
| 11    | 9 d'agost    | Gran Premi dels Països Baixos    | Rhenen        | Joël Smets       | Joël Smets       | Joël Smets       |
| 12    | 30 d'agost   | Gran Premi d'Alemanya            | Wächtersbach  | Joël Smets       | Bernd Eckenbach  | Joël Smets       |

### Classificació final
| Posició | Pilot              | Motocicleta | Punts |
| ------- | ------------------ | ----------- | ----- |
| 1       | Joël Smets         | Husaberg    | 404   |
| 2       | Darryl King        | Husqvarna   | 330   |
| 3       | Peter Johansson    | Yamaha      | 250   |
| 4       | Bernd Eckenbach    | Husqvarna   | 231   |
| 5       | Andrea Bartolini   | Yamaha      | 225   |
| 6       | Gert-Jan Van Doorn | Honda       | 211   |
| 7       | Robert Herring     | Honda       | 199   |
| 8       | Shayne King        | KTM         | 173   |
| 9       | Erwin Machtlinger  | Honda       | 161   |
| 10      | Johan Boonen       | Husqvarna   | 127   |

## 250 cc

### Grans Premis
| Ronda | Data           | Gran Premi                       | Lloc                 | 1a mànega          | 2a mànega          | Guanyador          |
| ----- | -------------- | -------------------------------- | -------------------- | ------------------ | ------------------ | ------------------ |
| 1     | 29 de març     | Gran Premi d'Espanya             | Talavera de la Reina | Pit Beirer         | Stefan Everts      | Stefan Everts      |
| 2     | 5 d'abril      | Gran Premi de Portugal           | Águeda               | Tallon Vohland     | Stefan Everts      | Stefan Everts      |
| 3     | 19 d'abril     | Gran Premi dels Països Baixos    | Valkenswaard         | Sébastien Tortelli | Stefan Everts      | Sébastien Tortelli |
| 4     | 26 d'abril     | Gran Premi de França             | Villars-sous-Écot    | Stefan Everts      | Stefan Everts      | Stefan Everts      |
| 5     | 10 de maig     | Gran Premi d'Europa              | Lovaina              | Sébastien Tortelli | Sébastien Tortelli | Sébastien Tortelli |
| 6     | 24 de maig     | Gran Premi de Gran Bretanya      | Foxhill              | Sébastien Tortelli | Sébastien Tortelli | Sébastien Tortelli |
| 7     | 7 de juny      | Gran Premi d'Itàlia              | Asti                 | Stefan Everts      | Sébastien Tortelli | Stefan Everts      |
| 8     | 14 de juny     | Gran Premi de la República Txeca | Jinín                | Sébastien Tortelli | Pit Beirer         | Pit Beirer         |
| 9     | 28 de juny     | Gran Premi d'Itàlia              | Montevarchi          | Stefan Everts      | Sébastien Tortelli | Sébastien Tortelli |
| 10    | 19 de juliol   | Gran Premi de Veneçuela          | Maracay              | Stefan Everts      | Sébastien Tortelli | Stefan Everts      |
| 11    | 26 de juliol   | Gran Premi del Brasil            | Belo Horizonte       | Sébastien Tortelli | Sébastien Tortelli | Sébastien Tortelli |
| 12    | 9 d'agost      | Gran Premi d'Alemanya            | Teutschenthal        | Stefan Everts      | Stefan Everts      | Stefan Everts      |
| 13    | 16 d'agost     | Gran Premi de Bèlgica            | Mol                  | Stefan Everts      | Stefan Everts      | Stefan Everts      |
| 14    | 30 d'agost     | Gran Premi de Polònia            | Gdynia               | Stefan Everts      | Stefan Everts      | Stefan Everts      |
| 15    | 6 de setembre  | Gran Premi de Suïssa             | Roggenburg           | Sébastien Tortelli | Sébastien Tortelli | Sébastien Tortelli |
| 16    | 12 de setembre | Gran Premi de Grècia             | Megalòpolis          | Sébastien Tortelli | Sébastien Tortelli | Sébastien Tortelli |

### Classificació final
| Posició | Pilot              | Motocicleta | Punts |
| ------- | ------------------ | ----------- | ----- |
| 1       | Sébastien Tortelli | Kawasaki    | 563   |
| 2       | Stefan Everts      | Honda       | 555   |
| 3       | Pit Beirer         | Honda       | 402   |
| 4       | Marnicq Bervoets   | Suzuki      | 288   |
| 5       | Frédéric Bolley    | Honda       | 279   |
| 6       | Tallon Vohland     | Yamaha      | 275   |
| 7       | Joakim Karlsson    | Honda       | 245   |
| 8       | Mickaël Maschio    | Yamaha      | 213   |
| 9       | Léon Giesbers      | KTM         | 174   |
| 10      | Paul Cooper        | Kawasaki    | 135   |
| 11      | Yves Demaria       | Kawasaki    | 117   |

## 125 cc

### Grans Premis
| Ronda | Data         | Gran Premi                    | Lloc            | 1a mànega        | 2a mànega        | Guanyador        |
| ----- | ------------ | ----------------------------- | --------------- | ---------------- | ---------------- | ---------------- |
| 1     | 5 d'abril    | Gran Premi del Brasil         | Indaiatuba      | Alessio Chiodi   | Erik Camerlengo  | Alessio Chiodi   |
| 2     | 19 d'abril   | Gran Premi d'Espanya          | Bellpuig        | Alessandro Puzar | Alessandro Puzar | Alessandro Puzar |
| 3     | 17 de maig   | Gran Premi d'Eslovènia        | Orehova vas     | Alessio Chiodi   | Alessio Chiodi   | Alessio Chiodi   |
| 4     | 24 de maig   | Gran Premi de Gran Bretanya   | Foxhill         | Alessio Chiodi   | Alessio Chiodi   | Alessio Chiodi   |
| 5     | 7 de juny    | Gran Premi de Bèlgica         | Nismes          | David Vuillemin  | Claudio Federici | David Vuillemin  |
| 6     | 15 de juny   | Gran Premi de San Marino      | Borgo Maggiore  | David Vuillemin  | Alessandro Puzar | David Vuillemin  |
| 7     | 28 de juny   | Gran Premi d'Itàlia           | Montevarchi     | Alessandro Puzar | David Vuillemin  | David Vuillemin  |
| 8     | 12 de juliol | Gran Premi d'Àustria          | Launsdorf       | Alessio Chiodi   | Alessio Chiodi   | Alessio Chiodi   |
| 9     | 19 de juliol | Gran Premi dels Països Baixos | Oss             | Alessio Chiodi   | Alessio Chiodi   | Alessio Chiodi   |
| 10    | 9 d'agost    | Gran Premi de França          | Château-du-Loir | David Vuillemin  | Alessio Chiodi   | David Vuillemin  |
| 11    | 23 d'agost   | Gran Premi d'Alemanya         | Bielstein       | Alessio Chiodi   | Alessio Chiodi   | Alessio Chiodi   |

### Classificació final
| Posició | Pilot                | Motocicleta | Punts |
| ------- | -------------------- | ----------- | ----- |
| 1       | Alessio Chiodi       | Husqvarna   | 345   |
| 2       | David Vuillemin      | Yamaha      | 310   |
| 3       | Alessandro Puzar     | TM          | 246   |
| 4       | Claudio Federici     | Yamaha      | 217   |
| 5       | Luigi Séguy          | Honda       | 155   |
| 6       | Brian Jorgensen      | Suzuki      | 144   |
| 7       | Carl Nunn            | Yamaha      | 141   |
| 8       | Alessandro Belometti | Yamaha      | 126   |
| 9       | James Dobb           | Honda       | 124   |
| 10      | Philippe Dupasquier  | TM          | 123   |

## Resum: Podi final 1998
|           | 500 cc          | 500 cc    | 250 cc             | 250 cc   | 125 cc           | 125 cc    |
| Campió    | Joël Smets      | Husaberg  | Sébastien Tortelli | Kawasaki | Alessio Chiodi   | Husqvarna |
| Subcampió | Darryl King     | Husqvarna | Stefan Everts      | Honda    | David Vuillemin  | Yamaha    |
| Tercer    | Peter Johansson | Yamaha    | Pit Beirer         | Honda    | Alessandro Puzar | TM        |